# Quadrat-Milla
Die Quadrat-Milla, die Quadratmeile, war ein Flächenmaß in Mexiko.
- 1 Quadrat-Milla = 1 Criadero de ganado menor = 4,557 Caballerias = 19.507 Ar